# Hemiglyphidodon plagiometopon
Hemiglyphidodon plagiometopon är en fiskart som först beskrevs av Pieter Bleeker 1852.  Hemiglyphidodon plagiometopon ingår i släktet Hemiglyphidodon och familjen Pomacentridae. Inga underarter finns listade i Catalogue of Life.